# I sogni segreti di Walter Mitty
I sogni segreti di Walter Mitty (The Secret Life of Walter Mitty) è un film del 2013 diretto da Ben Stiller e con protagonisti lo stesso Ben Stiller, Kristen Wiig e Sean Penn.
Secondo film tratto dal racconto The Secret Life of Walter Mitty scritto da James Thurber nel 1939, il film è un remake del film del 1947 Sogni proibiti, prodotto da Samuel Goldwyn (padre di Samuel Goldwyn Jr.) e diretto da Norman Z. McLeod, seppure con uno sviluppo della trama completamente diverso. Infatti, mentre il film del 1947 aveva una trama gialla-noir, quello del 2013 è in buona parte un road movie.

## Trama
(Cheryl)
Walter Mitty è un grigio impiegato della rivista Life che lavora nell'archivio dei negativi da molti anni, con una madre anziana e una sorella aspirante attrice a cui badare; tuttavia, Walter è anche un moderno sognatore: senza mai uscire dalla propria città, compie regolarmente dei viaggi mentali lontano dalla sua noiosa esistenza, entrando in un mondo di fantasie caratterizzate da grande eroismo, appassionate relazioni amorose e costanti trionfi contro il pericolo. Nella realtà il timido Walter cerca, senza successo, di contattare l'anima gemella attraverso un sito di incontri online, che egli vede nella sua collega, Cheryl Melhoff, che incrocia spesso al lavoro ma con la quale non ha il coraggio di parlare.
Giungendo in ufficio, un mattino Walter scopre che la sua rivista è stata venduta a un altro gruppo e che è in corso una ristrutturazione aziendale con la prospettiva di numerosi licenziamenti tra il personale. Lo stesso giorno riceve per posta alcuni negativi con una lettera da Sean O'Connell, un celeberrimo fotografo che lavora per la rivista scattando immagini in giro per il mondo, ma solitario e misantropo tanto che nemmeno Walter l'ha mai incontrato di persona. O'Connell tuttavia è affezionato a Walter, che ritiene l'unico in grado di comprendere a fondo la sua arte, tanto che assieme alle foto gli ha inviato in dono un portafogli con il motto della rivista. Sean O'Connell scrive di avere realizzato una foto eccezionale, la numero 25 dei negativi inviati, e ritiene che debba essere usata per la prossima copertina della rivista. Il problema è che il negativo non è presente e Walter non riesce a trovarlo, mentre la nuova direzione della rivista preme per avere la foto il prima possibile in modo da pubblicarla nella copertina dell'ultimo numero di Life su carta, poiché poi verrà distribuita solo in rete.
Sentendo avvicinarsi la prospettiva del licenziamento, Walter cerca disperatamente di contattare Sean O'Connell, ma il fotografo è introvabile; cerca allora possibili indizi su dove potrebbe trovarsi in base agli ultimi negativi inviati. Grazie all'aiuto della collega Cheryl, scopre che Sean è stato da poco in Groenlandia e decide di partire alla sua ricerca. Seguendo le tracce del fotografo, dalla Groenlandia giunge in Islanda dopo essersi tuffato da un elicottero nel gelido Atlantico del Nord e recuperato da una barca di pescatori nella quale sperava di trovare Sean. In Islanda, con un longboard come mezzo di fortuna, giunge fino a un paese sfollato nelle vicinanze dello Eyjafjallajökull con il vulcano che sta per eruttare; Walter riesce a scorgere in lontananza il fotografo, che da un aereo sta scattando le foto dell'eruzione appena iniziata, e viene salvato all'ultimo dal gestore di un albergo locale che lo conduce via in auto. Rassegnato per non essere riuscito a contattare Sean, se ne torna negli Stati Uniti.
Nel frattempo la situazione nella redazione della rivista è precipitata e sono iniziati i licenziamenti di massa. Walter deve confessare di avere perso il negativo e, a sua volta, perde il posto. Anche Cheryl è stata licenziata e la loro possibile relazione sembra sfumata. Sconsolato, Walter se ne va a casa della madre, dove scopre che Sean si era recato a trovare proprio lei alcuni giorni prima, trovando abbastanza indizi per partire nuovamente alla sua ricerca, stavolta nel nord dell'Afghanistan ai confini con l'Himalaya.
Dopo un lungo e difficoltoso viaggio a piedi tra le nevi eterne in luoghi del tutto selvaggi e solitari, Walter incontra finalmente Sean O'Connell, mentre sta fotografando un rarissimo leopardo di montagna. Sean gli rivela di avere infilato la foto numero 25 nel portafoglio che gli aveva regalato, per fargli una sorpresa. Alla notizia, Walter si dispera dato che, per la frustrazione, ha gettato il portafoglio nell'immondizia, ma stando in compagnia di Sean se ne fa una ragione e infine torna a casa, non prima di essere fermato dalla polizia di frontiera al suo ingresso negli Stati Uniti e di essere liberato, a Los Angeles, grazie all'intervento del gestore del sito di incontri online con cui era in contatto.
Rientrato a casa, provato ma rafforzato nello spirito e nel corpo dalle durissime e straordinarie esperienze, scopre che la madre aveva conservato il suo portafoglio; può così portare orgogliosamente il negativo ritrovato alla sua ormai ex rivista, giusto in tempo per salvare l'ultimo numero che sta per uscire. Dopo avere ritrovato l'amata Cheryl, Walter scopre, davanti a un'edicola, che la copertina è dedicata alle persone che hanno fatto la rivista in tutti quegli anni e che la foto scelta da Sean ritrae proprio lui.

## Produzione
Il produttore Samuel Goldwyn Jr., il cui padre aveva prodotto l'adattamento cinematografico del 1947 Sogni proibiti, concepì l'idea di un rifacimento nel 1994, pensando a Jim Carrey come protagonista. La Walt Disney Pictures fu entusiasta del remake e si affrettò ad appropriarsi dei diritti cinematografici, ma Goldwyn le preferì la New Line Cinema, visto il suo passato positivo con Carrey nei film Scemo & più scemo e The Mask. Lo studio comprò i diritti nel 1995, sotto la guida della The Samuel Goldwyn Company, involta in merito a decisioni creative. Babaloo Mandel e Lowell Ganz iniziarono a scrivere una prima bozza di sceneggiatura nel luglio 1997, e Ron Howard entrò in trattative per la regia, coinvolgendo in esse l'amico e produttore di fiducia Brian Grazer e la Imagine Entertainment. Quando Howard e Imagine Entertainment declinarono l'invito in favore di EdTV, altri problemi insorti all'interno del progetto riguardanti alcuni cambiamenti apportati alla sceneggiatura portarono The Secret Life of Walter Mitty a essere rinviato a tempo indeterminato.
Nel maggio 1999, la New Line incaricò Chuck Russell, noto per The Mask, di sostituire Howard alla regia e della riscrittura della sceneggiatura. Si fissò di iniziare le riprese a inizio 2000, ma in seguito slittarono a data da destinarsi. Qualche tempo dopo fu chiamato Peter Tolan per rimaneggiare quanto fatto da Russell. Nel maggio 2001, Goldwyn intentò una causa contro la New Line con l'accusa di aver violato gli obblighi contrattuali. Goldwyn spiegò che l'accordo d'acquisto dei diritti del 1995 fu esteso per durare fino al maggio 2001, data intorno alla quale i diritti sarebbero stati trasferiti a un'altra compagnia senza l'appoggio creativo di Goldwyn. A causa conclusa nel novembre 2002, la New Line fu costretta a restituire i diritti a Goldwyn, il quale li passò quindi alla Paramount Pictures.
Nel corso delle prime fasi della preproduzione, dopo che la Paramount e la DreamWorks di Steven Spielberg stavano producendo Lemony Snicket's A Series of Unfortunate Events con Carrey protagonista, si riaccese l'interesse per averlo nel progetto. Nel maggio 2003, Spielberg firmò per dirigere, portando la sua DreamWorks a cofinanziare il progetto con la Paramount, che nel 2006 acquisterà l'intera compagnia.
A novembre, Zach Helm iniziò a riscrivere la sceneggiatura, ma Spielberg e la DreamWorks nell'aprile 2004 lasciarono il film in favore di La guerra dei mondi e Munich. Richard LaGravenese intavolò alcune discussioni per scrivere una nuova sceneggiatura in seguito all'abbandono di Spielberg. Al The Hollywood Reporter, John Goldwyn (figlio di Samuel) spiegò che:

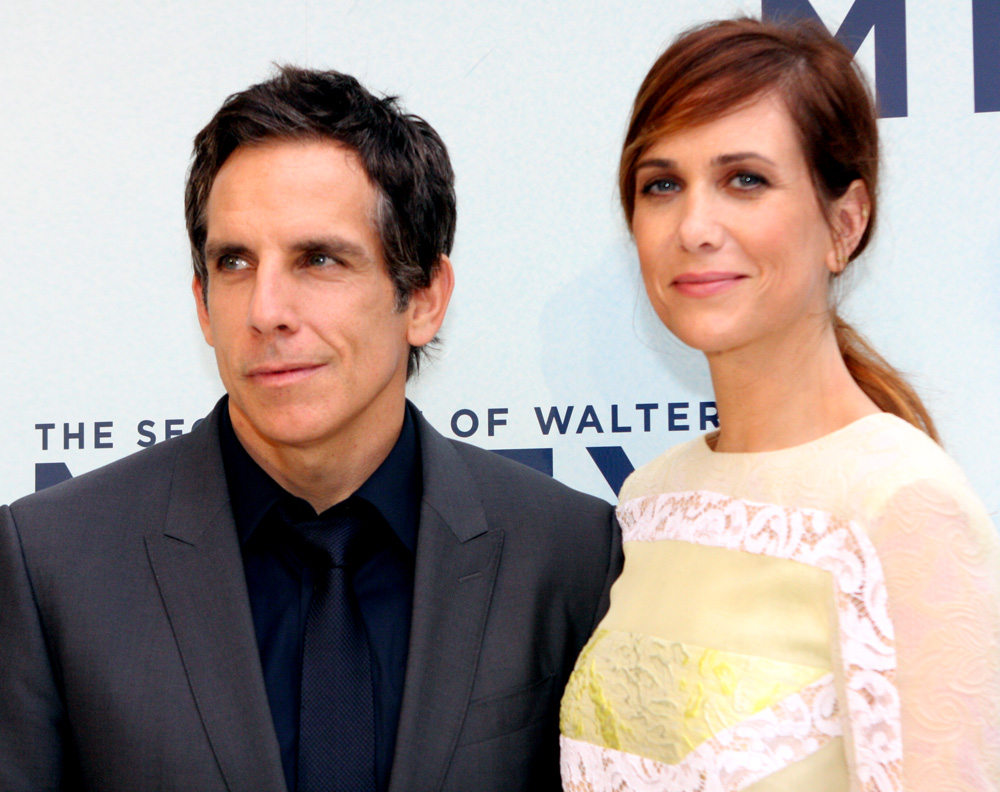
Ben Stiller e Kristen Wiig all'anteprima australiana del film.

Commentando il lavoro del nuovo sceneggiatore, Goldwyn spiegò che «ho sempre pensato che non abbiamo mai ottenuto un grande copione» ma «[Richard] ha lavorato per 10 mesi a mille progetti, e lo ha risolto», approcciando con un tocco unico se comparato rispetto agli altri. Nel marzo 2005, la Paramount incaricò Mark Waters della regia, ma Carrey non confermò infine il suo ingaggio a causa di conflitti con altri impegni e fu perciò sostituito da Owen Wilson.
Pur non avendo un bilancio di produzione definito, la Paramount fissò di iniziare le riprese il 12 dicembre 2005, dal momento che l'opzione sui diritti cessava una settimana dopo, e avrebbe dovuto iniziare la lavorazione entro il 20 per non perderli. Tuttavia, Wilson lasciò il progetto nell'ottobre 2005 per divergenze creative; il The Hollywood Reporter speculò sul fatto che si fossero create divisioni all'interno della produzione dopo la scelta di non accompagnare un ruolo femminile al protagonista, nel caso interpretato da Wilson. Ad alcune prove prelavorazione aveva partecipato Scarlett Johansson, ma nessun contratto fu mai formulato con l'attrice. A causa di questi motivi nel novembre 2005 i dirigenti della Paramount Brad Grey e Gail Berman misero in attesa il film.
Il progetto del rifacimento non andò del tutto abbandonato, e nel maggio 2007 trovò accoglimento alla 20th Century Fox, che incaricò Jay Kogen di una nuova sceneggiatura e Mike Myers come protagonista. Ad alcuni anni di distanza, nell'aprile 2010, a Sacha Baron Cohen venne offerto il ruolo principale e Steve Conrad, noto per La ricerca della felicità, fu incaricato della riscrittura della sceneggiatura.
Nell'aprile del 2011 venne infine annunciato che Ben Stiller aveva accettato il ruolo di protagonista, e a luglio venne annunciato che lo stesso Stiller si sarebbe occupato anche della regia del film.
Oltre che negli Stati Uniti, in Canada e all'aeroporto di Kangerlussuaq in Groenlandia, il film è stato girato in gran parte in Islanda; in particolare le scene sull'Himalaya e in Afghanistan sono state girate nel Parco nazionale del Vatnajökull.

## Distribuzione
Il primo trailer del film è stato distribuito online il 30 luglio 2013, venendo poi distribuito nei cinema statunitensi a partire dal 25 dicembre e nelle sale italiane dal 19 dicembre 2013. Il film ha avuto un budget di 90 milioni di dollari, ed è stato un buon successo al botteghino incassando 188 milioni di dollari.

## Riconoscimenti
- 2013 - National Board of Review of Motion Pictures
  - Migliori dieci film dell'anno
- 2014 - Costume Designers Guild Awards
  - Candidatura per i migliori costumi per un film contemporaneo